# RF64
Le RF64 (ou MBWF), est un format conteneur audio issu des formats RIFF/WAVE et BWF. Il permet notamment une augmentation de la limite de taille de fichier et du nombre de canaux. Cependant, malgré la compatibilité avec les formats WAVE et BWF, le RF64 requiert un lecteur adapté.
Le standard RF64 a été publié en 2006 par l'EBU sous l'appellation Tech 3306, avec révisions en 2006, 2008 et 2009.

## Généralités
Le format RF64 est né du besoin, notamment dans les applications multicanales, de disposer de fichiers WAVE pouvant contenir plus de 4 Gio de données audio.
La limite de 4 Gio est fixée par le RIFF, qui prévoit que les tailles de chunk soient codées sur 32 bits,. Le RF64 ne pourra donc étendre cette limite qu'au prix d'une rupture de compatibilité en lecture avec les formats issus du RIFF — WAVE et BWF. Pour ce faire, le RF64 introduit un nouveau chunk, d'identifiant FourCC ds64 (data size 64), qui accueillera les nouvelles tailles de chunk sur 64 bits.
Au-delà de l'extension de limite de taille de fichier, le RF64 complète les 18 canaux surround déjà supportés par 2 canaux supplémentaires formant une stéréo (mixdown) et 4 canaux destinés à accueillir des flux audio non-PCM Dolby Digital (AC3), Dolby E, DTS, MPEG-1/2 Layer 1,2,3 ou encore MPEG-2 AAC,.
Le RF64 est conçu de façon à être compatible avec les formats WAVE et BWF. De cette manière, une implémentation compatible pourra transformer « à la volée » un fichier WAVE en cours d'enregistrement en fichier RF64, lorsque celui-ci dépassera les 4 Gio. Cette compatibilité existe uniquement au niveau structurel. En aucun cas un lecteur uniquement conforme au standard RIFF/WAVE ne pourra lire un fichier RF64.